# John Marriott (präst)
John Marriott, född den 11 september 1780 i Cottesbach i Leicestershire, död den 31 mars 1825 i London, var en engelsk präst och psalmförfattare. 
Marriott fick sin utbildning i Rugby och Oxford samt prästvigdes 1804. Han arbetade en tid som privatlärare, men sedan som präst i Warwickshire. Han författade flera inspirerade andliga hymner.

## Psalmer
John Marriotts psalm Thou! whose almighty word, diktad 1813, medtogs i The Church Hymn book 1872 (nr 347). Den finns med i den svenska psalmboken, i August M. Posses översättning från 1887, Du för vars allmaktsord. Psalmen medtogs i Nya psalmer 1921. Den tonsattes av John Bacchus Dykes 1868.